# Feliks Fonferko
Feliks Fonferko (Fąferko) pseud. Osa (ur. 21 maja 1891 w Słomnikach, zm. 22 maja 1965 w Częstochowie) – działacz socjalistyczny i komunistyczny, radziecki wojskowy.

## Życiorys
Skończył trzyklasową szkołę podstawową, potem pracował w fabryce włókienniczej w Częstochowie. Od 1906 działacz PPS, członek Komitetu Fabrycznego PPS, kolportował prasę socjalistyczną i zbierał składki na cele partyjne. Od 1909 członek Okręgowego Komitetu Robotniczego (OKR) PPS w Częstochowie, w lutym 1912 aresztowany, więziony w Częstochowie, Piotrkowie, w Cytadeli Warszawskiej i na Pawiaku, w 1914 skazany na 2 lata i 8 miesięcy więzienia. W więzieniu w Orle brał udział w głodówce protestacyjnej zorganizowanej przez Feliksa Dzierżyńskiego. W 1915 zesłany do wsi Kaczuga w guberni irkuckiej, gdzie był do rewolucji lutowej 1917. 
W marcu 1917 wstąpił w Irkucku do SDKPiL i współorganizował Rady Delegatów Robotniczych i Żołnierskich (RDRiŻ). W lipcu 1917 wcielony do 27 Pułku Strzelców Syberyjskich w Kańsku, na krótko aresztowany za prowadzenie agitacji przeciw wojnie. Po zwolnieniu wrócił do Irkucka, gdzie w październiku 1917 wstąpił do Czerwonej Gwardii, później był w Polskiej Kompanii Międzynarodowego Oddziału Komunistycznego. W grudniu 1917 brał udział w walkach o Jakuck, dostał się do niewoli i został internowany w Aleksandrowsku. Po zwolnieniu walczył w 263 krasnoufimskim Pułku Armii Czerwonej z oddziałami Aleksandra Kołczaka. 
W 1920 zdemobilizowany, w sierpniu 1921 wrócił do kraju, gdzie pracował w fabryce "Warta" i wstąpił do KPRP. 5 września 1925 aresztowany, w 1926 skazany na 2 lata więzienia; wyrok odbywał w Częstochowie i Piotrkowie. We wrześniu 1927 zwolniony, nadal działał w KPP. 
Podczas okupacji na robotach w Niemczech, po wojnie wstąpił do PPR. Sekretarz Rady Związków Zawodowych (RZZ) w Częstochowie w 1945, potem instruktor Komitetu Miejskiego (KM) PPR. Od 1949 komendant straży przemysłowej w Zakładach Konfekcji Technicznej, instruktor w Ośrodku Masowego Szkolenia i wychowawca w internacie Technikum Kopalnictwa Rud Żelaza. W 1957 otrzymał rentę dla zasłużonych. Był odznaczony Orderem Sztandaru Pracy II klasy.